# La Ward
La Ward è un centro abitato degli Stati Uniti d'America situato nella contea di Jackson dello Stato del Texas.
La popolazione era di 213 persone al censimento del 2010.

## Geografia fisica
La Ward è situata a 28°50′42″N 96°27′56″W (28.845036, -96.465659), allo svincolo della strada statale 172 e della FM 616, nel sud della Contea di Jackson, circa 12 miglia a sud di Ganado e 17 miglia a sud est di Edna. La grande città più vicina è Victoria, 46 km a ovest di La Ward.
Secondo lo United States Census Bureau la superficie totale della città è 0,8 miglia quadrate (2,1 km²).

## Società

### Evoluzione demografica
Secondo il censimento del 2000, c'erano 200 persone, 63 nuclei familiari e 50 famiglie residenti nella città. La densità di popolazione era di 95,3/km² (245.8/mi²). C'erano 79 unità abitative a una densità media di 37,7/km² (97.1/mi²). La composizione etnica della città era formata dall'86,00% di bianchi, l'1,00% di nativi americani, il 12,50% di altre razze, e lo 0,50% di due o più etnie. Ispanici o latinos di qualunque razza erano il 32,50% della popolazione.
C'erano 63 nuclei familiari di cui il 42,9% aveva figli di età inferiore ai 18 anni, il 66,7% aveva coppie sposate conviventi, il 6,3% aveva un capofamiglia femmina senza marito, e il 20,6% erano non-famiglie. Il 17,5% di tutti i nuclei familiari erano individuali e il 12,7% aveva componenti con un'età di 65 anni o più che vivevano da soli. Il numero di componenti medio di un nucleo familiare era di 3,17 e quello di una famiglia era di 3,66.
La popolazione era composta dal 32,0% di persone sotto i 18 anni, il 9,5% di persone dai 18 ai 24 anni, il 29,5% di persone dai 25 ai 44 anni, il 16,0% di persone dai 45 ai 64 anni, e il 13,0% di persone di 65 anni o più. L'età media era di 32 anni. Per ogni 100 femmine c'erano 83,5 maschi. Per ogni 100 femmine dai 18 anni in giù, c'erano 83,8 maschi.
Il reddito medio di un nucleo familiare era di 26.250 dollari e quello di una famiglia era di 45.833 dollari. I maschi avevano un reddito medio di 33.750 dollari contro i 23.750 dollari delle femmine. Il reddito pro capite era di 15.633 dollari. Circa il 5,2% delle famiglie e il 6,8% della popolazione erano sotto la soglia di povertà, incluso il 6,5% di persone sotto i 18 anni di età e il 4,9% di persone di 65 anni o più.